# Liste der Pfarren im Dekanat St. Johann in Tirol
Das Dekanat St. Johann in Tirol ist ein Dekanat der römisch-katholischen Erzdiözese Salzburg.

## Pfarren mit Kirchengebäuden
| Ort                     | Pfarrverband                                                                      | Seit     | Patrozinium                                                        | Kirchengebäude                                                       | Bild |
| ----------------------- | --------------------------------------------------------------------------------- | -------- | ------------------------------------------------------------------ | -------------------------------------------------------------------- | ---- |
| Aurach bei Kitzbühel    | Aurach – Jochberg – Kitzbühel – Reith bei Kitzbühel                               | 1891     | Hl. Rupert                                                         | Pfarrkirche Aurach bei Kitzbühel                                     |      |
| Fieberbrunn             | Fieberbrunn – Hochfilzen – St. Jakob in Haus – St. Ulrich am Pillersee – Waidring | 1086     | Hll. Primus und Felizian                                           | Pfarrkirche Fieberbrunn                                              |      |
| Going am Wilden Kaiser  | Going – Kirchdorf in Tirol – Oberndorf in Tirol – St. Johann in Tirol             | 1890     | Hl. Kreuz                                                          | Pfarrkirche Going am Wilden Kaiser                                   |      |
| Hochfilzen              | Fieberbrunn – Hochfilzen – St. Jakob in Haus – St. Ulrich am Pillersee – Waidring | 1683     | Maria Schnee                                                       | Pfarrkirche Hochfilzen                                               |      |
| Jochberg                | Aurach – Jochberg – Kitzbühel – Reith bei Kitzbühel                               | 1891     | Hl. Wolfgang                                                       | Pfarrkirche Jochberg Wallfahrtskapelle Jochbergwald                  |      |
| Kirchdorf in Tirol      | Going – Kirchdorf in Tirol – Oberndorf in Tirol – St. Johann in Tirol             | ca. 1125 | Hl. Stephanus                                                      | Pfarrkirche Kirchdorf in Tirol Filialkirche Erpfendorf               |      |
| Kitzbühel               | Aurach – Jochberg – Kitzbühel – Reith bei Kitzbühel                               | 1857     | Hl. Andreas                                                        | Stadtpfarrkirche Kitzbühel                                           |      |
| Kössen                  | Kössen – Schwendt                                                                 | 1809     | Hll. Petrus und Paulus                                             | Pfarrkirche Kössen Wallfahrtskapellen Maria Klobenstein, Annakapelle |      |
| Oberndorf in Tirol      | Going – Kirchdorf in Tirol – Oberndorf in Tirol – St. Johann in Tirol             | 1940     | Hll. Philippus und Hl. Jakobus                                     | Pfarrkirche Oberndorf in Tirol                                       |      |
| Reith bei Kitzbühel     | Aurach – Jochberg – Kitzbühel – Reith bei Kitzbühel                               | 1891     | Hl. Ägidius                                                        | Pfarrkirche Reith bei Kitzbühel                                      |      |
| Schwendt                | Kössen – Schwendt                                                                 | 1891     | Hl. Ägidius                                                        | Pfarrkirche Schwendt                                                 |      |
| St. Jakob in Haus       | Fieberbrunn – Hochfilzen – St. Jakob in Haus – St. Ulrich am Pillersee – Waidring | 1891     | Hl. Jakobus der Ältere                                             | Pfarrkirche St. Jakob in Haus                                        |      |
| St. Johann in Tirol     | Going – Kirchdorf in Tirol – Oberndorf in Tirol – St. Johann in Tirol             | vor 738  | Mariä Himmelfahrt, Johannes der Täufer und Johannes der Evangelist | Dekanatspfarrkirche St. Johann in Tirol                              |      |
| St. Ulrich am Pillersee | Fieberbrunn – Hochfilzen – St. Jakob in Haus – St. Ulrich am Pillersee – Waidring | 1891     | Hl. Ulrich                                                         | Pfarrkirche St. Ulrich am Pillersee                                  |      |
| Waidring                | Fieberbrunn – Hochfilzen – St. Jakob in Haus – St. Ulrich am Pillersee – Waidring | 1891     | Hll. Vitus und Nikolaus                                            | Pfarrkirche Waidring                                                 |      |

## Dekanat St. Johann in Tirol
Das Dekanat wurde 1621 eingerichtet und umfasst 15 Pfarren. Die Pfarren bilden vier Pfarrverbände.